# Owenia (planta)
Owenia es un género botánico de árboles perteneciente a la familia de la caoba, Meliaceae.

## Hábitat
Son endémicos de Australia y bastante extendida en todo el continente. Hay nueve especies en el género, la mayor parte de Nueva Gales del Sur y viven en condiciones que van desde la húmeda selva tropical a las inmediaciones del desierto.  Al igual que muchas plantas, que desempeña su parte en la dinámica de parches boscosos.
Uno, O. cepiodora , está en peligro y es famoso porque recién cortado la corteza huele a cebolla.  Su nombre común es el cedro cebolla o turberas de cebolla. 

## Especies
- Owenia acidula F.Muell.
- Owenia capititis-yorkii Domin
- Owenia cepiodora F.Muell.
- Owenia cerasifera F.Muell.
- Owenia reliqua P.I.Forst.
- Owenia reticulata  F.Muell.
- Owenia venosa  F.Muell.
- Owenia vernicosa  F.Muell.
- Owenia xerocarpa  F.Muell.